# Geissorhiza ovata
Geissorhiza ovata là một loài thực vật có hoa trong họ Diên vĩ. Loài này được (Burm.f.) Asch. & Graebn. miêu tả khoa học đầu tiên năm 1906.